# Зутковски, Вальтер

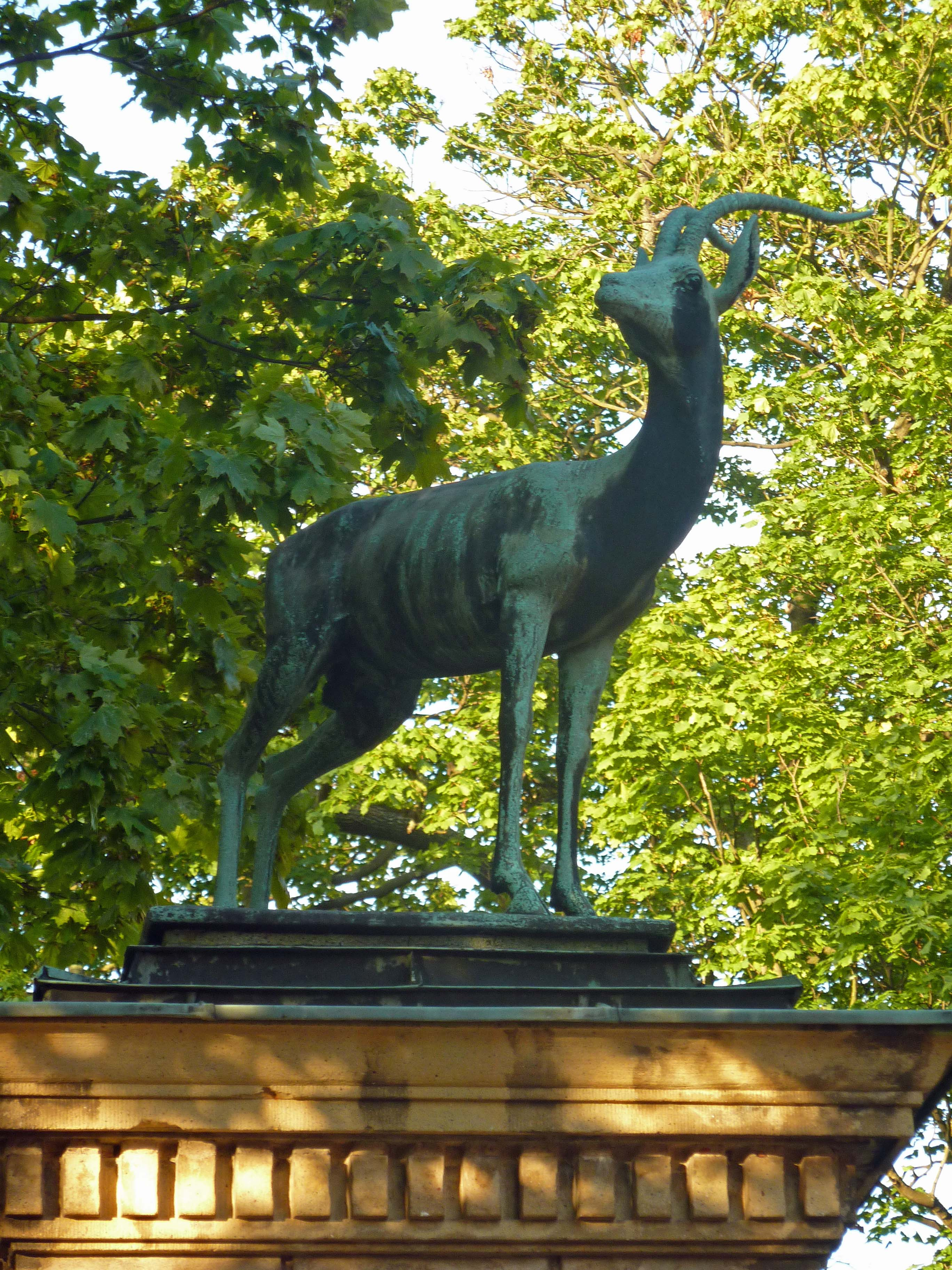
«Две газели» в зоопарке Фридрихсфельде

Вальтер Зутко́вски (нем. Walter Sutkowski; 4 октября 1890, Данциг — 10 февраля 1983, Восточный Берлин) — немецкий скульптор и медальер.

## Биография
Зутковски в течение четырёх лет учился на каменотёса в Данциге, затем с 1911 года обучался при берлинском музее художественных ремёсел на скульптора. В 1914 году окончил курс у Йозефа Вакерле. В Первую мировую войну служил санитаром. В 1920-е годы Зутковски занимался работами архитектурного плана: выполнил фриз для станции метро «Виттенбергплац», керамические работы, приобретённые Кильским музеем Таулова, Бранденбургским музеем и Баварским национальным музеем, а также работал над деревянными скульптурами, терракотами и десюдепортом для церкви на Темпельхофском поле в Берлине и реставрациями скульптур Трирского собора.
Зутковски состоял в Немецком веркбунде и до 1933 года принял участие в 25 выставках в Германии и за рубежом. Его наиболее известные работы этого периода — пластики «Юноша» и «Убегающая». В нацистской Германии работы Зутковски были отнесены к дегенеративному искусству, ему было отказано в государственных заказах и участии в выставках. В 1933 году Зутковски лишился мастерской, которую он вместе с другими скульпторами арендовал с 1924 года на улице Принц-Альбрехт-штрассе, 8, куда въехало гестапо. Зутковски после этого обосновался в Кёпенике.
В послевоенные годы начался новый этап в творчестве Вальтера Зутковски. Он активно участвовал в работе Союза деятелей изобразительного искусства ГДР и стал одним из учредителей Культурного союза в берлинском районе Кёпеник. Зутковски создал многочисленные скульптуры, в том числе для зоопарка Фридрихсфельде. В этот период Зутковски также создал скульптуру «Первый шаг», которая в настоящее время установлена на площади Мюнстерландплац в берлинском районе Руммельсбург. Зутковски также вёл работы по реставрации «Медвежьего фонтана» Гуго Ледерера, памятника Фридриху II Христиана Даниэля Рауха, потолочную лепнину в Шарлоттенбургском, Тегельском и Кёпеникском дворцах. Крупной работой, подводящей итог творческой деятельности 80-летнего скульптора, стал памятник жертвам Кёпеникской кровавой недели «Кулак».